# Elizabeth Sarnoff
Elizabeth "Liz" Sarnoff é uma escritora e produtora americana de televisão. Ela escreveu alguns episódios de NYPD Blue, Crossing Jordan, Deadwood e Lost. Ela foi produtora de Deadwood.

## Episódios deDeadwood
- "Here Was a Man" (Temporada 1, Episódio 4)
- "Suffer the Little Children" (Temporada 1, Episódio 8)
- "New Money" (Temporada 2, Episódio 3)
- "Amalgamation and Capital" (Temporada 2, Episódio 8)

## Episódios deLost
- "Abandoned" (Temporada 2, Episódio 6)
- "The Hunting Party" (Temporada 2, Episódio 11)
- "The Whole Truth" (Temporada 2, Episódio 16)
- "Two for the Road" (Temporada 2, Episódio 20)
- "Further Instructions" (Temporada 3, Episódio 3) com Carlton Cuse
- "Stranger in a Strange Land" (Temporada 3, Episódio 9)
- "Left Behind" (Temporada 3, Episódio 15) com Damon Lindelof
- "The Man Behind the Curtain" (Temporada 3, Episódio 20) com Drew Goddard
- "Eggtown" (Temporada 4, Episódio 4) com "Greggory Nations"
- "Meet Kevin Johnson" (Temporada 4, Episódio 8) com "Brian K. Vaughan"
- "Cabin Fever" (Temporada 4, Episódio 12) com "Kyle Pennington"
- "Jughead" (Temporada 5, Episódio 3) com "Paul Zbyszewski"